# قلب أبيض (مسلسل)
قلب أبيض، مسلسل سعودي. أنتج وعرض في عام 2009.

## الفنانين المشاركين
- تركي اليوسف.
- سعيد قريش.
- ليلى السلمان.
- زهرة عرفات.
- هيفاء حسين.
- مروة محمد.
- لمياء طارق.
- محمد المنيع.
- فاطمة الحوسني.
- من سوريا، جيهان عبد العظيم.
- سناء إبراهيم.
- شذى سبت.
- إبراهيم الحساوي.
- أمل حسين.
- رانيا محمد.
- سعيد صالح.
- شفيقة يوسف.